# François Borne
François Borne (1840 – 1920) var en fransk fløjtenist og komponist.
Borne var fløjtenist ved Grand Théâtre af Bordeaux og professor i fløjte ved Conservatoire de Toulouse. Sammen med fløjtebyggeren Djalma Julliot fuldendte han klappemekanikken på Böhm-fløjten.
Han komponerede talrige værker for fløjten, derunder Fantaisie brillante sur L'Africaine de Meyerbeer, pour flûte avec accompagnement de piano ou d'Orchestre (1885). Hans mest berømte komposition er Fantaisie brillante pour flûte et piano efter motiver fra Bizets opera Carmen.